# 진주 홍의 묘역
진주 홍의 묘역(晉州 洪毅 墓域)은 대한민국 경상남도 진주시 명석면 계원리에 있는, 남양홍씨 문중의 홍의와 홍호 부자의 무덤이다.
1995년 5월 2일 경상남도의 문화재자료 제222호 계원리고려고분으로 지정되었다가, 2018년 12월 20일 현재의 명칭으로 변경되었다.

## 개요
남양홍씨 문중의 홍의와 홍호 부자의 무덤으로 고려시대 만들어졌다.
무덤은 돌이 쌓은 높이가 50cm로서, 앞면 5개·옆면 7개의 돌이 세워졌다. 묘비, 제단, 문인상은 1726년에 설치된 것으로, 특히 앞의 제단은 연꽃과 연꽃잎이 섬세하게 조각되어 있다.
진주 계원리 고려 무덤은 서기 970년 경에 세워진 무덤으로 전국의 고려 무덤 중 가장 오래된 무덤이다.

## 참고 문헌
- 진주 홍의 묘역 - 국가유산청 국가유산포털